# لیبن
شهر لیبن (به فرانسوی: Libin) در شهرستان نوفشتو (بلژیک)  در استان لوکزامبورگ  در منطقه فدرال والوون در کشور بلژیک واقع شده‌است.